# Karlsburg (Schloss)

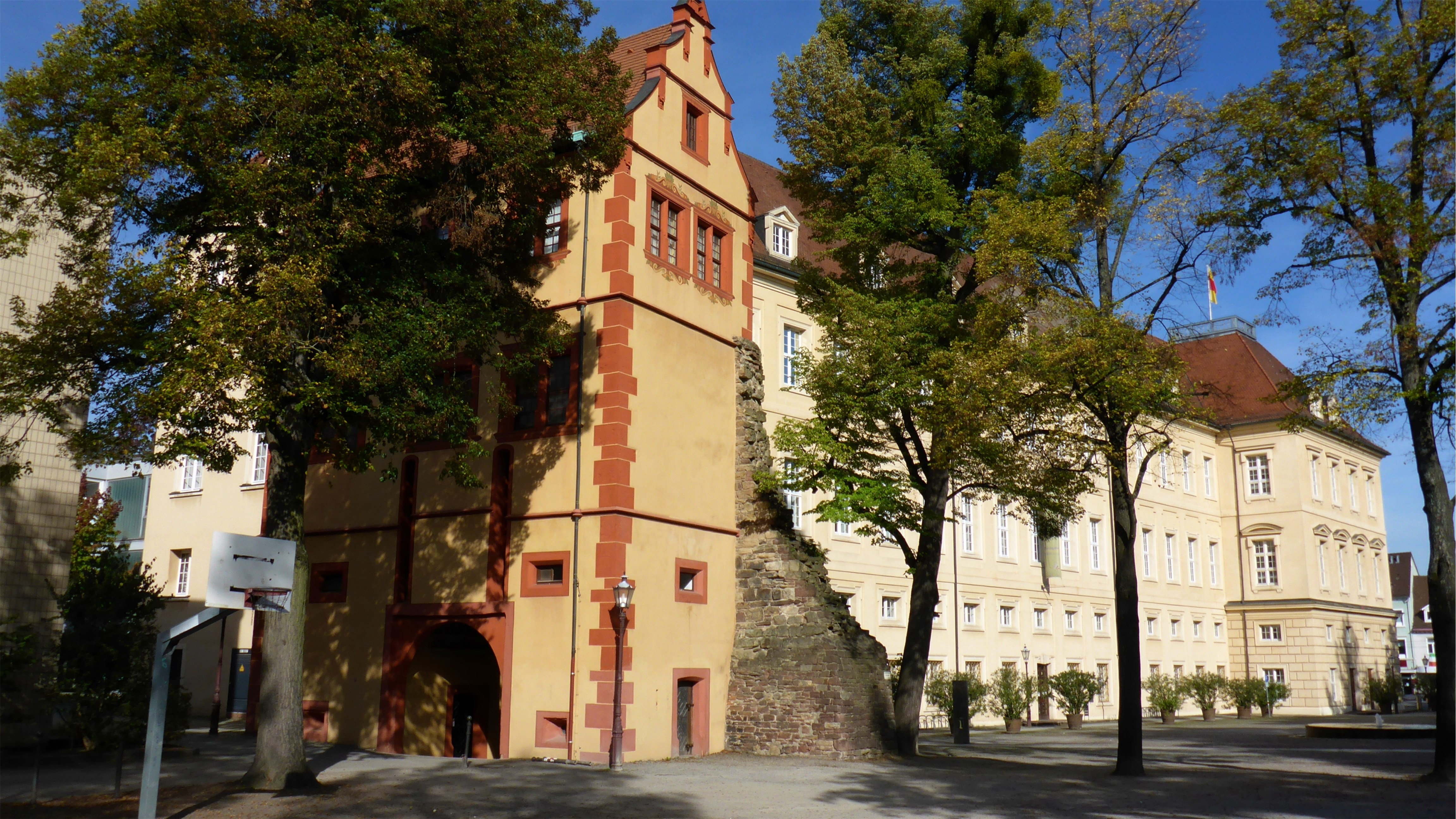
Karlsburg; vorne der Prinzessenbau

Die Karlsburg ist ein Schloss im Karlsruher Stadtteil Durlach, das den Markgrafen von Baden-Durlach von der Mitte des 16. bis ins frühe 18. Jahrhundert als Residenz diente.

## Geschichte

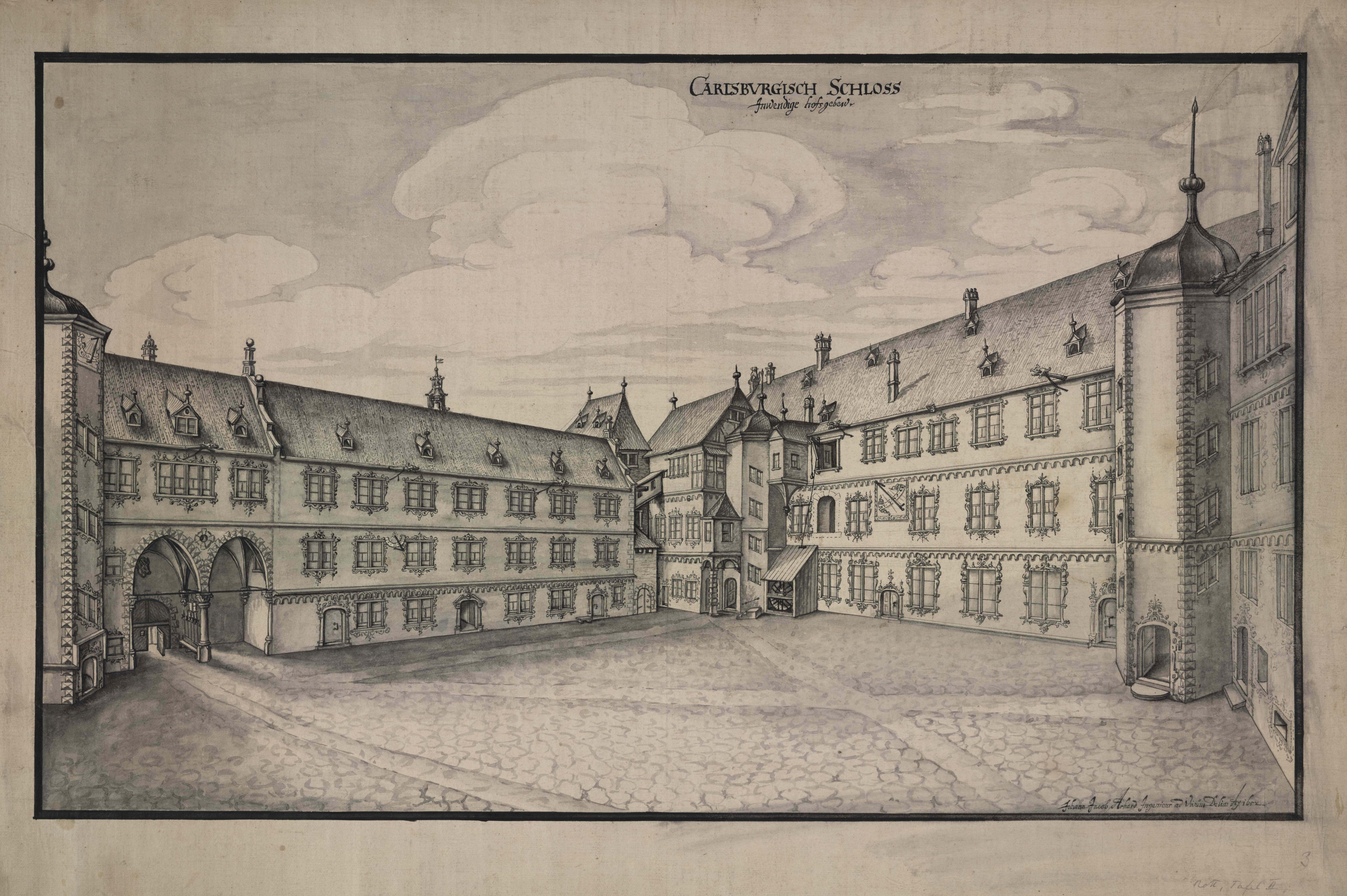
Hofansicht der Karlsburg, 1652

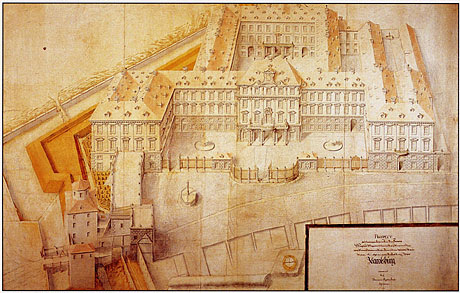
Idealplan für den Wiederaufbau von Domenico Egidio Rossi, 1698

Warum Markgraf Karl II., bis dahin in Pforzheim residierend, 1563 mit den Durlachern verhandelte und was Durlach ihm dabei bot, ist nicht bekannt. Er entschied sich, ab 1563 ein dort bestehendes Jagdschloss seines Vaters Markgraf Ernst, welches wiederum auf eine vermutete Wasserburg oder Tiefburg aufbaute, zu einem Schloss zu erweitern und seine Residenz 1565 dorthin zu verlegen. Aus dieser ersten Phase des Residenzschlosses ist nur noch der Prinzessenbau – mehrmals renoviert – erhalten.
Seine Nachfolger vergrößerten Schloss und Schlossanlage, bis französische Truppen die Stadt und Schloss während des Pfälzischen Erbfolgekriegs im August 1689 niederbrannten. Erst im Winter 1698/1699 wurde nach Rückkehr von Markgraf Friedrich Magnus aus dem Exil in Basel mit dem Wiederaufbau begonnen. Überdimensioniert geplant und in einer Zeit der völligen Armut und Zerstörung kam es zu Streitigkeiten mit den Durlacher Bürgern, die teilweise die erforderlichen Frondienste verweigerten. 1701 wurden wahrscheinlich vor allem aufgrund neuer Kriegslasten in Folge des Spanischen Erbfolgekrieges (1701–1714) die äußeren Arbeiten, etwa 1703 schließlich auch der Innenausbau am neuen Schloss eingestellt, nachdem erst zwei Schlossflügel fertiggestellt und von der Markgrafen-Familie bezogen worden waren.
Sein Sohn und Nachfolger Markgraf Karl Wilhelm entschloss sich 1715, seine Residenz außerhalb von Durlach durch einen kompletten Neubau eines Schlosses zu verlegen – was zugleich die Gründung der Stadt Karlsruhe bedeutete. Der Hof zog 1718 in das neue Schloss um. Lediglich die Markgräfin blieb in Durlach bis zu ihrem Tod 1743.
Die Karlsburg entwickelte sich danach von der Altresidenz zum Verwaltungs- und Ämtersitz und diente zwischenzeitlich als Kaserne. Seit 1924 ist dort das Pfinzgaumuseum untergebracht. 1964 wurde ein Flügel abgerissen, um für die Schlossschule Durlach Platz zu schaffen. Das Schloss wurde von 1973 bis 1988 aufwändig renoviert. Heute beheimatet die Karlsburg unter anderem das Durlacher Standesamt, das Pfinzgaumuseum, das Karpatendeutsche Museum, Schulräume für die Volkshochschule und das Markgrafen-Gymnasium, den historischen Festsaal und die Durlacher Bibliothek.

## Panoramabilder
- Karlsburg, Durlach - 360 Degree View with WikiCommons equirectangular Image